# Корекозево
Корекозево (рос. Корекозево) — село в Перемишльському районі Калузької області Російської Федерації.
Населення становить 1041 особу. Входить до складу муніципального утворення Село Корекозево.

## Історія
Від 2004 року входить до складу муніципального утворення Село Корекозево

## Населення
| 2002 | 2010  |
| ---- | ----- |
| 1092 | ↘1041 |